# 圣布拉辛
圣布拉辛（德語：St. Blasien，全拼作，發音：[zaŋkt ˈblaːziən] ⓘ）是德国巴登-符腾堡州弗赖堡行政区瓦尔茨胡特县的城市，面积54.41平方千米，2023年12月31日人口为4,207人。